# Tipacoque
Tipacoque è un comune della Colombia facente parte del dipartimento di Boyacá.
Il centro abitato venne fondato da un gruppo di padri agostiniani alla fine del XVI secolo, mentre l'istituzione del comune è del 28 novembre 1968.